# Serra de Aire
A Serra de Aire é uma elevação montanhosa da orla meso-cenozóica ocidental, no Maciço Calcário Estremenho de Portugal Continental, com 679 metros de altitude, e que integra o Sistema Montejunto-Estrela. Abrange os municípios de Ourém, Porto de Mós, Alcanena e de Torres Novas, marcando a fronteira entre as províncias da Beira Litoral, do Ribatejo e da Estremadura (na sub-região do Oeste).
É conhecida pelas suas impressionantes grutas naturais, situadas no Parque Natural das Serras de Aire e Candeeiros, sendo a de maior importância espeleológica a Gruta da Nascente do Rio Almonda, situada no Vale da Serra, concelho de Torres Novas. É também conhecida devido ao fenómeno das aparições marianas decorridas no lugar da Cova da Iria, em Fátima.
Contém vários percursos pedestres, permitindo o contacto com a natureza. É considerada como uma zona ideal para actividades espeleológicas em Portugal devido à existência de muitas cavidades naturais.

## Grutas
Na Serra de Aire situam-se as seguintes grutas naturais:
- Grutas de Mira de Aire
- Gruta dos Moinhos Velhos
- Grutas da Moeda
- Gruta da Nascente do Almonda
- Grutas de Alvados e de Santo António

## Cascatas

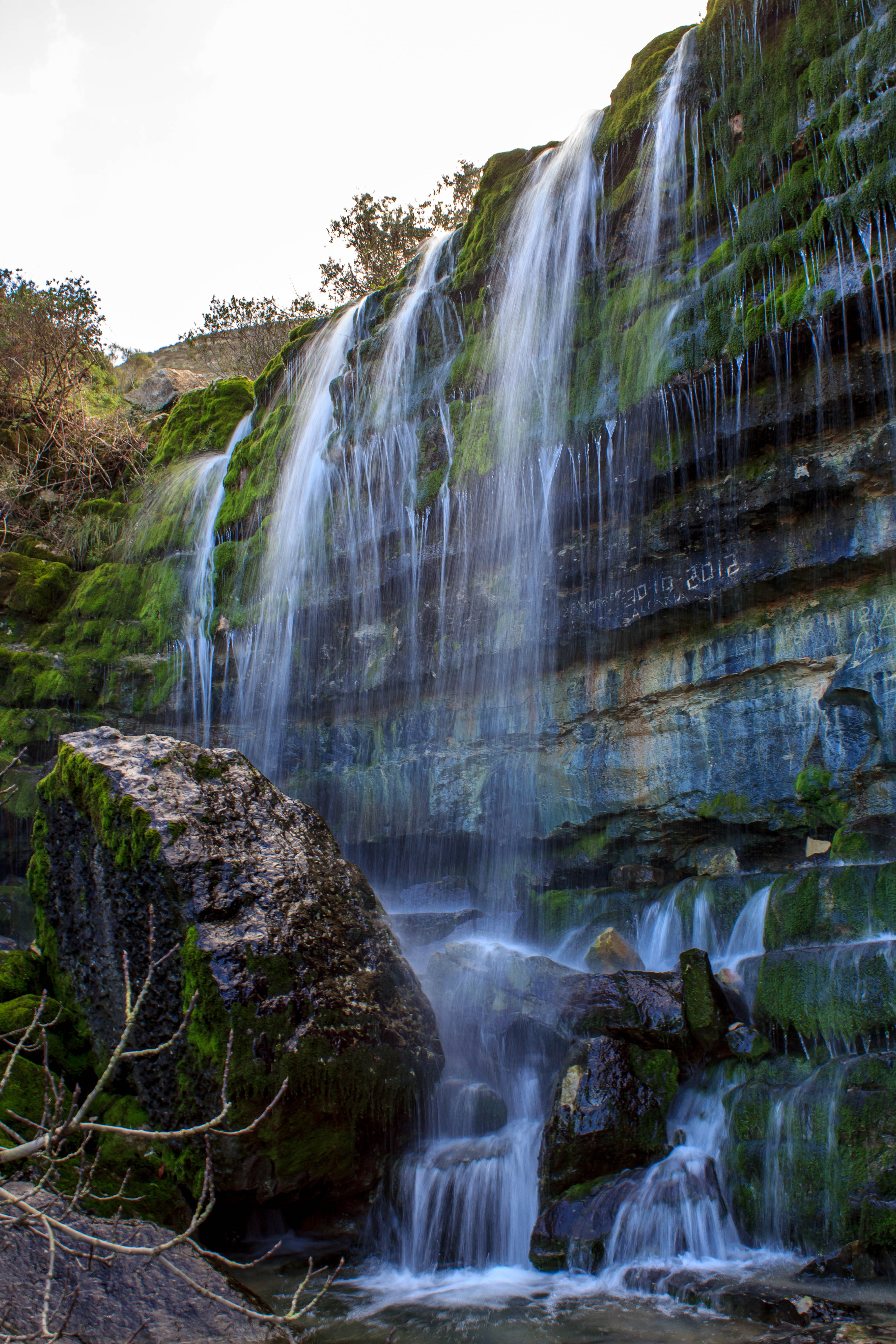
Cascata da Fórnea

Na Serra de Aire situam-se as seguintes cascatas:
- Cascata do Buraco Roto
- Cascata da Fórnea

## Rios
Na Serra de Aire nascem os rios:
- Rio Almonda
- Rio Lena

## Património
- Monumento Natural das Pegadas dos Dinossáurios da Serra de Aire
- Parque Natural das Serras de Aire e Candeeiros

## Localidades

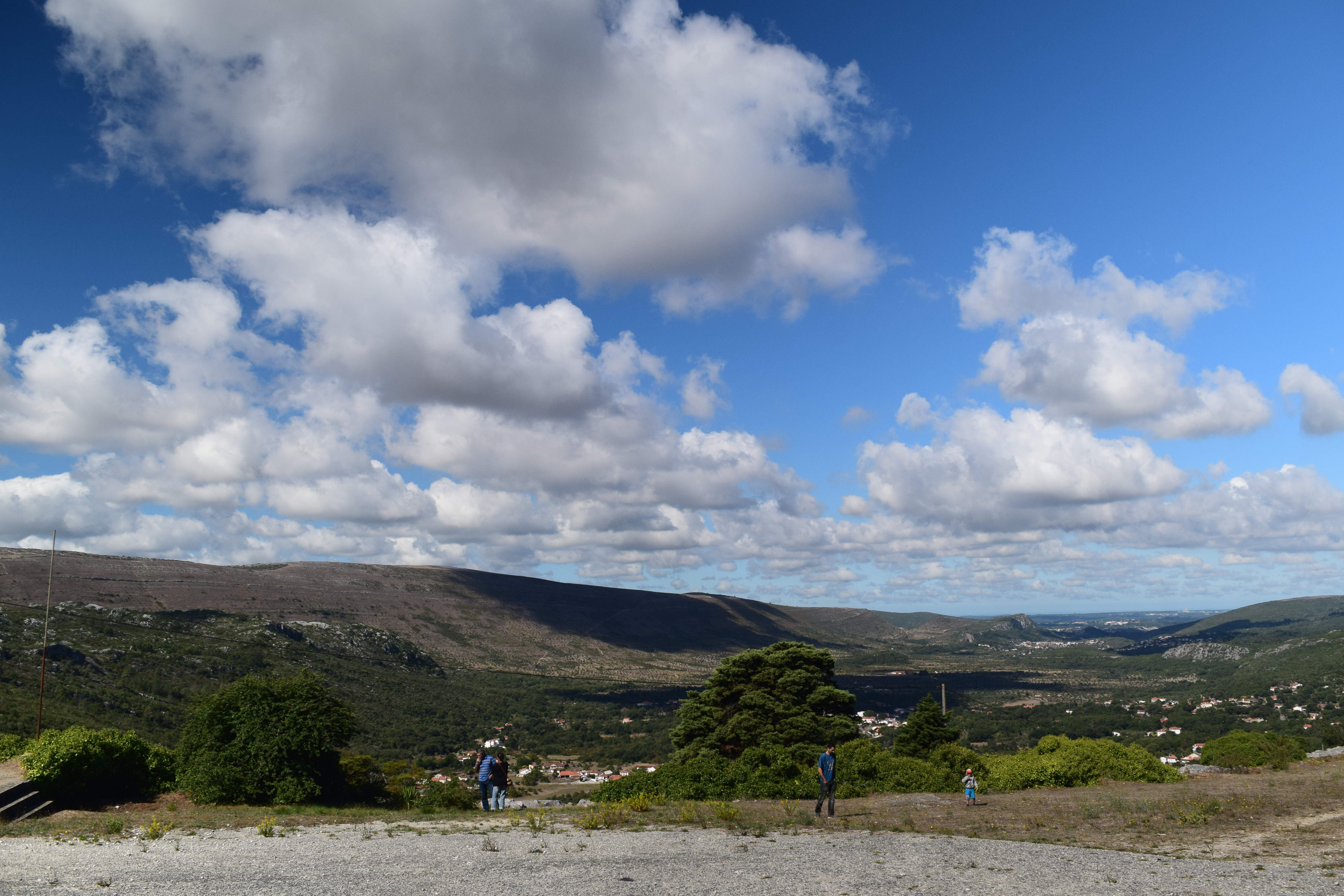
Paisagem característica da Serra de Aire e da Serra dos Candeeiros

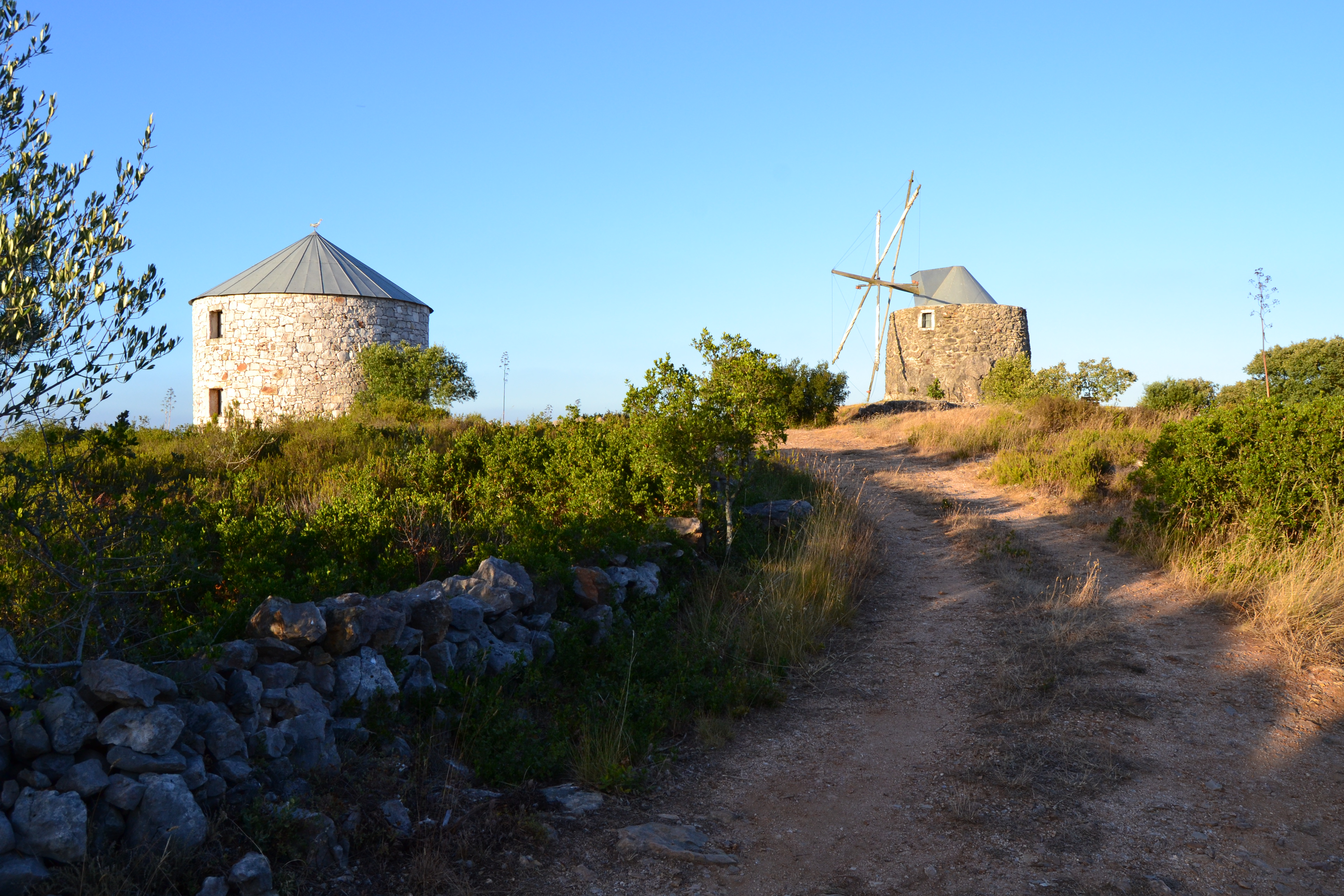
Os moinhos típicos da Serra de Aire

- Aljustrel
- Alvados
- Bairro
- Barrenta
- Boleiros
- Casais Robustos
- Cova da Iria
- Fátima
- Maxieira
- Montelo
- Moita Redonda
- Ortiga
- Pafarrão
- Pedrógão
- Sobral